# 루트비히 렐슈타프

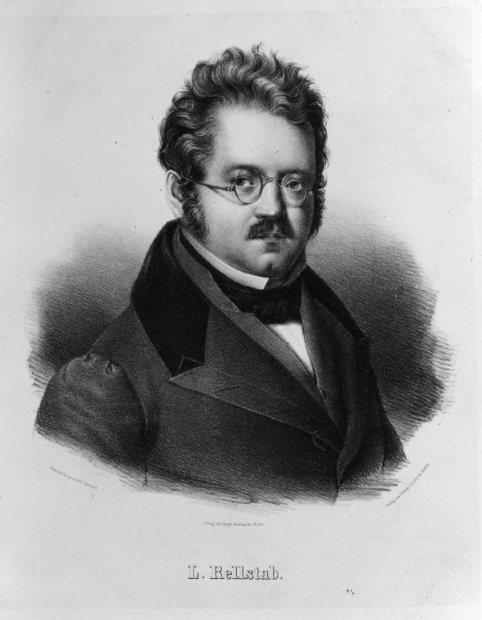
루트비히 렐슈타프

하인리히 프리드리히 루트비히 렐슈타프(Heinrich Friedrich Ludwig Rellstab, 1799년 4월 13일 – 1860년 11월 27일)는 독일 시인이자 음악 평론가이다. 베를린에서 태어나고 사망했다. 유능한 피아니스트인 그는 다양한 정기 간행물에 기사를 기고했으며 1830년부터 1841년까지 베를린에서 출판된 음악 저널 Iris im Gebiete der Tonkunst를 창간했다. 스폰티니의 베를린에서의 영향력에 대한 그의 노골적인 비판은 그를 1837년에 감옥에 가두게 만들었다.
렐슈타프는 음악 평론가로서 상당한 영향력을 행사했으며 이 때문에 19세기 중반에 어떤 음악이 독일 민족주의적 목적으로 사용될 수 있는지에 대해 어느 정도 영향력을 행사했다. 그가 프랑크푸르트에서 "음악 비평에 대한 효과적인 독점권"을 갖고 있었고 그의 저작물의 인기로 인해 렐슈타프의 승인은 독일 민족주의가 존재하는 영역에서 음악가의 경력에 중요했을 것이다.